# Mesosemia judicialis
Mesosemia judicialis är en fjärilsart som beskrevs av Butler 1874. Mesosemia judicialis ingår i släktet Mesosemia och familjen Riodinidae. Inga underarter finns listade i Catalogue of Life.